# Сакйонг Міпам Рінпоче
Сакйонг Міпам Рінпоче (англ. Sakyong Mipham, Джамон Міпам Рінпоче, Джампал Тінлей Драдул, ім'я при народженні Öсел Рандрол; нар. в 1962) — вчитель тибетського буддизму, глава міжнародної буддистської асоціації «Буддизм Шамбали», яка об'єднує по всьому світу мережу міських буддистських медитаційних центрів, ретритних центрів, монастирів, університетів. Асоціація була заснована його батьком, вчителем буддизму Чог'ямом Трунгпою Рінпоче, одинадцятим перерожденцем в лінії передачі тулку Трунгпа, яка займає важливе місце в школах каґ'ю и ньїнґма.
Сакйонг отримав багато вчень від різних великих вчителів тибетського буддизму, таких як Пенор Рінпоче та Ділго Кх'єнце Рінпоче.
У 1995 році Йосел Рандрол був формально оголошений Сакьонґом і підтвердженим переродженням Міпама. Пенор Рінпоче представив цю церемонію.
Сакйонг Міпам Рінпоче — верховний лама лінії передачі, яка об'єднує елементи шкіл Карма Каґ'ю і ньїнґма. Він вважається другою інкарнацією Міпама.

## Біографія
Сакйонг Міпам Рінпоче (ім'я при народженні Öсел Рандрöл Мукпо) народився в Бодхгаї, Індії у 1962 році:157. Його батько, Чог'ям Трунгпа Рінпоче, був буддистським монахом, який покинув Тибет у 1959 році на чолі великої групи біженців. Його мати, Кöнчок Палдрöн, була монахинею. Вони зустрілися під час подорожі з Тибету в Індію. Чог'ям Трунгпа на початку 1963 року вирушив до Великої Британії для навчання в Оксфордському університеті, його син провів перші роки свого життя разом з матір'ю в таборі для біженців у Північно-Західній Індії:72. У віці семи років Сакйонг Міпам переїхав до батька в монастир Сам'є Лінг в Шотландії. Чог'ям Трунгпа переїхав в США у 1970 році, син приєднався до нього через два роки:157:120. В 1979 році Чог'ям Трунгпа провів церемонію під час якої офіційно надав своєму сину, Öселу Рандрöлу Мукпо, титул Саванга («захисника землі»). Це підтвердило статус Öсела, як спадкоємця лінії Шамбали та майбутнього Сакйонга:204. Після смерті батька, у 1987 році Саванг переїхав до Непалу, де продовжив навчання під проводом Ділго Кх'єнце Рінпоче, у той час, як Осел Тендзін, Ваджра Регент, успадкував буддиську лінію Трунгпи Рінпоче та очолив різноманітні організації засновані Трунгпою, зокрема Ваджрадхату, Шамбала Тренінг та Університет Наропи:406. Коли Тендзін помер у 1990 році, Саванг став наступником Трунгпи у лініях каґ'ю та ньїнґма, лінії Шамбали та очолив Шамбальські організації:410-411. У травні 1995 року Пенор Рінпоче провів церемонію інтронізації для Саванга Öсела Рандрöла Мукпо і проголосив його Сакйонгом. Напередодні церемонії Пенор Рінпоче розпізнав Саванга, як перевтілення великого тибетського вчителя лінії ньїнґма Міпама Великого:413.
Сакйонг Міпам Рінпоче очолює буддійську асоціацію «Буддизм Шамбали», яка об'єднує медитаційні центри по всьому світу, в тому числі і в Україні, а так само ретритні центри, монастирі й університети, які ґрунтуються на принципі фундаментального добра, яке притаманне людству. Сакйонг (тиб.: ས་སྐྱོང་, вайлі: sa skyong; складне слово, яке складається зі слів sa, «земля», та skyong, «захищати», і перекладається як «король» або «правитель») є дхармічним королем та тримачем лінії Шамбали, вчителем на шляху медитації для тисяч учнів по всьому світі. Завдяки унікальному поєднанню Східної та Західної перспектив, він навчає медитації та шляху суспільного перетворення і водночас очолює ряд гуманітарних проєктів. В 2006 році Сакйонг ініціював ряд конференцій та дискусій на тему Милосердного Лідерства і презентував Далай Ламі нагороду Живого Миру. Це нагорода, якою відзначають людей, які збагачують людство. Сакйонг розробив оригінальну програму тренування для бігунів, яка поєднує фізичні та духовні практики. Методика розрахована на всіх, незалежно від віку, та викладена в книзі «Біг та медитація». Також він є автором бестселерів «Керуй своїм світом» («Ruling Your World») та «Наверни свій розум в союзника» («Turning the Mind Into an Ally»).

## Дхармічна діяльність
Сакйонг Міпам чисельні проводить програми та ретріти в центрах Шамбали в країнах Північної Америки та Європи. Він скеровує розвиток громади Шамбали та працює у тісній співпраці зі старшими вчителями та лідерами місцевих осередків. У 2001 році Сакйонг вперше відвідав Тибет, країну яку його батько покинув у 1959 році. Під час візиту він зустрівся з тисячами людей, які вітали його, як Сакйонга та перевтілення Міпама. Чозенг Трунгпа, 12 Трунгпа тулку та інші тулку та лідери регіону Сурманг попросили Сакйонга опікуватися монастирями та жителями Сурманга. Під час візиту його також попросили взяти на себе опіку над монастирем Вейен, сиротинцем Ґесара, інститутом Міпама в Ґолоці та монастирем Кхампут в регіоні Кхам. Для координації допомоги всім цим інституціям був створений фонд Кончок.
У 2004 році він відвідав Індію, де вперше зустрівся з Кармапою Ург'єном Трінлей Дордже, та відвідав монастирі в Тибеті, які перебувають під його опікою.